# L'Exécuteur noir
Pour plus de détails, voir Fiche technique et Distribution.
L'Exécuteur noir (Slaughter's Big Rip-Off) est un film de blaxploitation américain réalisé par Gordon Douglas, sorti en 1973. Il s'agit de la suite directe de Massacre (Slaughter) de Jack Starrett, sorti en 1971.

## Synopsis
Après avoir vengé la mort de ses parents au Mexique, un vétéran de la guerre du Vietnam et ancien Béret vert, Slaughter, se retire en Californie pour mener une vie paisible. Mais le nouveau chef du syndicat du crime, Duncan, ordonne sa mise à mort car il a abattu l'ancien boss. Lors d'un pique-nique entre Slaughter et ses amis, un avion rôde et mitraille les convives. Après avoir perdu certains proches lors de la tuerie, ivre de vengeance, Slaughter souhaite assouvir sa vengeance contre Duncan, son homme de main Kirk et la mafia. 
Mais il est rapidement suspecté d'être le commanditaire de la mort de ses proches. Alors que la police le soupçonne, l'inspecteur Reynolds le contraint au marché suivant : il doit dérober une liste de flics, journalistes et politiciens corrompus pour être blanchi. Mais la guerre est déclarée entre l'ancien Béret vert et Duncan lorsque sa petite amie Marcia est prise pour cible par le syndicat du crime.

## Fiche technique
- Titre original : Slaughter's Big Rip-Off
- Titre français : L'Exécuteur noir
- Réalisation : Gordon Douglas
- Scénario : Charles Eric Johnson
- Montage : Kenneth G. Crane et Christopher Holmes
- Musique : James Brown et Fred Wesley
- Photographie : Charles F. Wheeler
- Production : Monroe Sachson
- Société de production et distribution : American International Pictures
- Pays de production :  États-Unis
- Langue originale : anglais
- Format : couleur
- Genre : blaxploitation
- Durée : 94 minutes
- Dates de sortie :
  - États-Unis : 31 août 1973
  - France : 24 octobre 1974

## Distribution
- Jim Brown (VF : Serge Sauvion) : Slaughter
- Ed McMahon (VF : Michel Gudin) : Duncan
- Don Stroud (VF : Michel François) : Kirk
- Brock Peters (VF : Bernard Tiphaine) : Reynolds
- Gloria Hendry (VF : Régine Blaess) : Marcia
- Dick Anthony Williams (VF : Sady Rebbot) : Joe Creole
- Art Metrano (VF : Jean-François Laley) : Mario Burtoli
- Judith Brown : Norja
- Jacquliene Giroux : Mrs. Duncan
- Eddie Lo Russo : Arnie
- Russ McGinn : Harvey Parker
- Hoke Howell : Jimmy Parker
- Chuck Hicks : Lyle Parker
- Russ Marin (en) (VF : Yves Barsacq) : Capitaine Mike Crowder
- Scatman Crothers (VF : Henri Poirier) : Cleveland
- Nick Benedict : Gains